# Luther, Iowa
Luther är en ort i Boone County i Iowa. Orten har fått sitt namn efter bosättaren Clark Luther. Vid 2010 års folkräkning hade Luther 122 invånare.